# Anatoli Vaisser
Anatoli Vaisser, già noto come Anatolij Vajser (in russo Анатолий Вольфович Вайсер?; Almaty, 5 marzo 1949), è uno scacchista sovietico naturalizzato francese, Grande maestro.
Nato in Kazakistan quando faceva parte dell'Unione Sovietica, nel 1991 si è trasferito in Francia, acquisendone la nazionalità.
Nel 1982 vinse il campionato russo (RSFSR) di Stavropol', alla pari con Valerij Čechov.
Altri risultati:
- 1983 : pari primo a Soči con Evgenij Svešnikov
- 1987 : pari 2º a Nuova Delhi con Viswanathan Anand
- 1989 : 2º a Budapest dietro a Volodymyr Malanjuk
- 1991 : primo all'open di Cappelle la Grande
- 1997 : vince il campionato francese a Narbonne
- 2010 : si laurea Campione del Mondo Seniores ad Arco

Ha partecipato per la Francia alle olimpiadi degli scacchi di Ėlista 1998 e Bled 2002.